# Michail III di Tver'
Michail III di Tver', conosciuto anche come Michele l'Esule (Tver', 1453 – Granducato di Lituania, 1505), fu l'ultimo principe di Tver'.
Michail nacque da Boris il Grande e Anastasia di Suzdal'. Fu principe di Tver' tra 1461 e il 1485, quando Ivan III il Grande invase Tver', costringendo Michail alla fuga. Il principe, che aveva sposato la principessa Sophia Olelkovič di Sluck nel 1471, nipote di Casimiro IV Jagellone, trovò riparo alla corte di quest'ultimo. Per il resto della sua vita provò a riottenere il proprio trono, ma trovò sempre l'opposizione del re Casimiro IV. Il titolo di principe di Tver' appartenne tra il 1485 e il 1490 al figlio di Ivan III, Ivan il Giovane, il quale però esercitò il potere solo in maniera formale.